# العلاقات البوسنية الكيريباتية
العلاقات البوسنية الكيريباتية هي العلاقات الثنائية التي تجمع بين البوسنة والهرسك وكيريباتي.

## مقارنة بين البلدين
هذه مقارنة عامة ومرجعية للدولتين:
| وجه المقارنة                                              | البوسنة والهرسك                                             | كيريباتي                        |
| --------------------------------------------------------- | ----------------------------------------------------------- | ------------------------------- |
| المساحة (كم2)                                             | 51.20 ألف                                                   | 811                             |
| عدد السكان (نسمة)                                         | 3.51 مليون                                                  | 116.40 ألف                      |
| الكثافة السكانية (ن./كم²)                                 | 68.55                                                       | 14.35 ألف                       |
| العاصمة                                                   | سراييفو                                                     | جنوب تاراوا                     |
| اللغة الرسمية                                             | اللغة البوسنوية، اللغة الكرواتية، اللغة الصربية             | لغة إنجليزية، اللغة الكيريباتية |
| العملة                                                    | مارك بوسني                                                  | دولار كريباتي، دولار أسترالي    |
| الناتج المحلي الإجمالي (بليون دولار)                      | 18.17 مليار                                                 | 196.15 مليون                    |
| الناتج المحلي الإجمالي (تعادل القوة الشرائية) بليون دولار | 41.35 مليار                                                 | 224.26 مليون                    |
| الناتج المحلي الإجمالي الاسمي للفرد دولار أمريكي          | 4.25 ألف                                                    | 1.42 ألف                        |
| الناتج المحلي الإجمالي للفرد دولار أمريكي                 | 10.43 ألف                                                   | 1.81 ألف                        |
| مؤشر التنمية البشرية                                      | 0.733                                                       | 0.590                           |
| رمز المكالمات الدولي                                      | +387                                                        | +686                            |
| رمز الإنترنت                                              | .ba                                                         | .ki                             |
| المنطقة الزمنية                                           | توقيت وسط أوروبا، ت ع م+01:00، ت ع م+02:00، أوروبا/سراييفو ‏ |                                 |

## منظمات دولية مشتركة
يشترك البلدان في عضوية مجموعة من المنظمات الدولية، منها:
| علم المنظمة | اسم المنظمة                   | تاريخ انضمام البوسنة والهرسك | تاريخ انضمام كيريباتي |
| ----------- | ----------------------------- | ---------------------------- | --------------------- |
|             | مؤسسة التنمية الدولية         | 25 فبراير 1993               | 2 أكتوبر 1986         |
|             | يونسكو                        | 2 يونيو 1993                 | 24 أكتوبر 1989        |
|             | الأمم المتحدة                 | 22 مايو 1992                 | 14 سبتمبر 1999        |
|             | الاتحاد البريدي العالمي       | ?                            | ?                     |
|             | البنك الدولي للإنشاء والتعمير | 25 فبراير 1993               | 29 سبتمبر 1986        |
|             | الاتحاد الدولي للاتصالات      | 20 أكتوبر 1992               | 3 نوفمبر 1986         |
|             | منظمة حظر الأسلحة الكيميائية  | ?                            | ?                     |
|             | مؤسسة التمويل الدولية         | 25 فبراير 1993               | 2 أكتوبر 1986         |

## وصلات خارجية
- موقع وزارة الخارجية البوسنية